# Фернандес, Висенте
Висе́нте Ферна́ндес Гомес (исп. Vicente Fernández Gómez, 17 февраля 1940 — 12 декабря 2021) — мексиканский певец.

## Биография
Певец родился в 1940 году в городе Гвадалахара в мексиканском штате Халиско.
Ченте создал свои первые хиты в 1966 году. Самые известные его альбомы — «El ídolo de México», «El Rey», «El hijo del pueblo», «La ley del monte» и «To Remember».
За свою карьеру он продал большее 65 млн альбомов и снял более 35 фильмов. Выиграл три «Грэмми» и восемь латинских «Грэмми». Ему присвоили звание Человека года Академией латинской звукозаписи в 2002 году.
В честь признания его заслуг на Голливудской аллее славы появилась его звезда. Включен в Зал славы латинской музыки Billboard.
У него было несколько прозвищ: «Эль Идоло де Мехико» (Кумир Мексики), «Эль-Рей-де-ла-мусика-ранчера» (Король музыки ранчера (жанр мексиканской народной музыки).

## Личная жизнь
Его сын Алехандро Фернандес также является певцом.